# Bieńkowice (województwo śląskie)
Bieńkowice (dawniej Binkowice lub Benkowice; niem. Binkowitz, Benkowitz lub Bienkowitz, 1936–1946 Berendorf, cz. Benkovice) – wieś w Polsce położona w województwie śląskim, w powiecie raciborskim, w gminie Krzyżanowice.

## Geografia
Miejscowość leży na lewym brzegu Psiny w Kotlinie Raciborskiej, około 5 kilometrów na południe od Raciborza i 2 kilometry na północ od granicy polsko-czeskiej, na drodze pomiędzy Chałupkami a Raciborzem, w regionie geograficzno-kulturowym Górnego Śląska.

## Nazwa
W 1334 roku w napisu w otoku pieczęci właściciela miejscowości pojawia się nazwa Berendorf. W alfabetycznym spisie miejscowości na terenie Śląska wydanym w 1830 roku we Wrocławiu przez Johanna Knie wieś występuje pod polską nazwą Binkowice oraz niemiecką Binkowitz. Spis geograficzno-topograficzny miejscowości leżących w Prusach z 1835 roku notuje dwie niemieckie nazwy miejscowości: Benkowitz oraz Binkowitz. Z kolei słownik geograficzny Królestwa Polskiego z 1880 roku podaje dwie polskie nazwy wsi: Binkowice oraz Benkowice, a także niemiecką – Bienkowitz.
Podczas akcji germanizacyjnej nazw miejscowych i fizjograficznych historyczna nazwa niemiecka Benkowitz została zastąpiona przez nazistowską administrację III Rzeszy nazwą Berendorf w dniu 10 czerwca 1936 roku.
Obecna nazwa została administracyjnie zatwierdzona 12 listopada 1946.
Z Bieńkowic pochodzi znany ksiądz Franciszek Pawlar.

## Historia
Miejscowość powstała prawdopodobnie na przełomie XII i XIII wieku, krótko po tym jak zdaniem Idziego Panica wzdłuż Psiny doprecyzowano granicę śląsko-morawską ustanowionej pomiędzy księstwem raciborskim Mieszka Plątonogiego a Morawami, być może po roku 1180, prawdopodobnie około 1194. Po raz pierwszy wzmiankowana została w 1283.
W 1351 wybudowano pierwszy kościół parafialny w dekanacie Raciborskim diecezji wrocławskiej. Po wojnach śląskich znalazła się w granicach Prus. Od 1818 w powiecie raciborskim.
Według słownika geograficznego Królestwa Polskiego z 1880 roku niedaleko Bieńkowic, u zbiegu rzeki Psiny z Odrą istniała inna wieś o podobnej nazwie – Bękowice.
W granicach Polski od końca II wojny światowej.
W latach 1954–1961 wieś należała i była siedzibą władz gromady Bieńkowice, po jej zniesieniu w gromadzie Tworków. W latach 1975–1998 miejscowość administracyjnie należała do województwa katowickiego.

## Folklor
Pomimo historycznej przynależności do śląskiej diecezji wrocławskiej i niezaprzeczalnej tożsamości śląskiej mieszkańców wsi, zdaniem wielu językoznawców posługiwali się oni morawskimi gwarami laskimi (podobnie jak mieszkańcy sąsiedniego Tworkowa). Można podejrzewać, że ma to związek z migracjami pobliskich tzw. Morawców do Bieńkowic, czego echem są do dziś występujące w miejscowości nazwiska pochodzenia morawskiego.

## Zabytki
Według Narodowego Instytutu Dziedzictwa w miejscowości znajdują się następujące obiekty zabytkowe:
- kościół parafialny pw. Wszystkich Świętych, 1711-30 (wpisany do rejestru zabytków 17 lutego 1955, nr rej. A/571/2019[16]),
- plebania, 1801 (wpisana do rejestru zabytków 8 lutego 1967, nr rej. A/629/2020[17]),
- spichlerz drewniany w zagrodzie 54, XIX w. (ul. Pomnikowa 35) (wpisany do rejestru zabytków 17 października 1966, nr rej. A/1105/22[18]),
- budynek dawnego klasztoru przy ul. Raciborskiej 17 (wpisany do rejestru zabytków 1 lipca 2020, nr rej. A/670/2020)[19].